# Dilan 1990
Série
Dilan 1991
(2019)
Pour plus de détails, voir Fiche technique et Distribution.
Dilan 1990 est un drame romantique indonésien réalisé par Fajar Bustomi et Pidi Baiq, sorti en 2018. Il s'agit de l'adaptation du roman Dilan: Dia adalah Dilanku Tahun 1990 publié en 2014.
Ce film a eu deux suites : Dilan 1991 sorti en 2019 et Milea sorti en 2020.

## Synopsis
En 1990, Milea, ses parents et sa sœur déménagent de Jakarta à Bandung. Sur le chemin de l'école, elle rencontre Dilan, connu dans son école pour être le chef d’un gang de motards. Il engage la conversation et la convainc qu’elle s’assiéra un jour sur sa moto avec lui en tant que petite amie. Dilan commence à flirter en venant chez elle, en passant des coups de téléphone et en lui envoyant des cadeaux étranges mais romantiques. Milea a déjà un petit ami du nom de Benni qui vit à Jakarta. Mais les avances de Dilan fonctionnent et Milea commence à développer des sentiments pour lui.
Lors d'une visite scolaire au siège de TVRI à Jakarta, Milea et son ami Nandan, laissés seuls par leurs camarades, rencontrent Benni, qui agresse Nandan, soupçonnant ce dernier de vouloir voler sa petite amie. Benni insulte alors Milea qui prend la fuit. Elle l'appelle par la suite pour mettre fin à leur relation.
Peu à peu, Dilan et Milea se rapprochent. Ils passent les jours suivants à rentrer ensemble sur la moto de Dilan, à se tenir la main et à se téléphoner la nuit. Ils deviennent si proches que Milea réussit à dissuader Dilan d'être impliqué dans des combats de gangs. Milea se rapproche également de la mère et Dilan et apprend que ce dernier a écrit des poèmes d'amour pour elle.
Un jour, Milea se retrouve avec Kang Adi, son professeur particulier, qui semble amoureux d'elle. Il l'emmène découvrir son université, l'Institut technologique de Bandung. Quand Dilan apprend que Milea est partie avec Kang Adi, il lui écrit une lettre exprimant sa déception et commence à l'ignorer. Le lendemain, en cherchant Dilan à l’école, Milea se dispute avec Anhar, membre du gang de Dilan, qui la gifle. En apprenant cela, Dilan se bagarre avec Anhar. Milea retrouve Dilan chez lui en train de se faire soigner par sa mère. C'est à ce moment-là qu'ils décident de proclamer officiellement la naissance de leur couple.

## Fiche technique
- Titre original : Dilan 1990
- Réalisation : Fajar Bustomi et Pidi Baiq
- Scénario : Pidi Baiq et Titien Wattimena, d'après le roman Dilan: Dia adalah Dilanku Tahun 1990 de Pidi Baiq
- Décors : Angela Halim
- Costumes : Quartini Sari
- Photographie : Dimas Imam Subhono
- Montage : Ryan Purwoko
- Musique : Reyner Ferdinand
- Production : Ody Mulya Hidayat et Dewi Soemartojo
- Sociétés de production : Falcon Pictures, Max Pictures et Maxima Pictures
- Société de distribution : Max Pictures
- Budget : 11 milliards de roupies indonésiennes
- Pays d'origine :  Indonésie
- Langue originale : Indonésien
- Format : couleur - 35 mm - 1.85:1 - son Dolby numérique
- Genre : drame romantique
- Durée : 110 minutes
- Dates de sortie :
  - Indonésie : 25 janvier 2018

## Distribution
- Iqbaal Ramadhan : Dilan
- Vanesha Prescilla : Milea
- Sissy Priscillia : Milea adulte (voix)
- Debo Andryos : Nandan
- Giulio Parengkuan	: Anhar
- Omara N. Esteghlal : Piyan
- Yoriko Angeline : Wati
- Zulfa Maharani : Rani
- Brandon Salim	: Beni
- Ira Wibowo : La mère de Dilan
- Happy Salma : La mère de Milea
- Farhan : Le père de Milea
- Refal Hady : Kang Adi

## Production

### Attribution des rôles
Le réalisateur Fajar Bustomi a éprouvé des difficultés à trouver l'acteur qui incarnerait Dilan avant de songer à Iqbaal Ramadhan. Ramadhan se trouvait alors aux États-Unis pour poursuivre ses études, la société Falcon Pictures a pris contact avec ses parents. Lors de son retour en Indonésie, Ramadhan a rencontré Pidi Baiq, l'auteure du roman, qui a immédiatement donné son aval pour que ce dernier incarne Dilan.

## Accueil

### Critique
Sur le site Rotten Tomatoes, le film reçoit des critiques mitigées avec un score de 59%.

### Box-Office
| Pays ou région | Box-office         | Date d'arrêt du box-office | Nombre de semaines |
| -------------- | ------------------ | -------------------------- | ------------------ |
| Indonésie      | 250 000 000 000 Rp | 25 janvier 2018            | -                  |

En Indonésie, le film attire 6 315 664 spectateurs en salles, ce qui en fait à cette époque le second plus gros succès de l'histoire pour un film indonésien derrière Warkop DKI Reborn: Jangkrik Boss! Part 1 (dépassé depuis par KKN di Desa Penari).

## Distinctions

### Récompenses
- Maya Awards 2019 :
  - Maya du meilleur espoir féminin pour Vanesha Prescilla

### Nominations
- Festival du film indonésien 2018 :
  - Citra du meilleur acteur pour Iqbaal Ramadhan
  - Citra de la meilleure chanson originale pour Rindu Sendiri de Tarapti Ihtiar Rinrin et Muhammad Abbidzar Nur Fauzan
- Maya Awards 2019 :
  - Maya du meilleur acteur pour Iqbaal Ramadhan
  - Maya du meilleur générique pour la chanson Dulu Kita Masih Remaja